# 烏特納匹什提姆

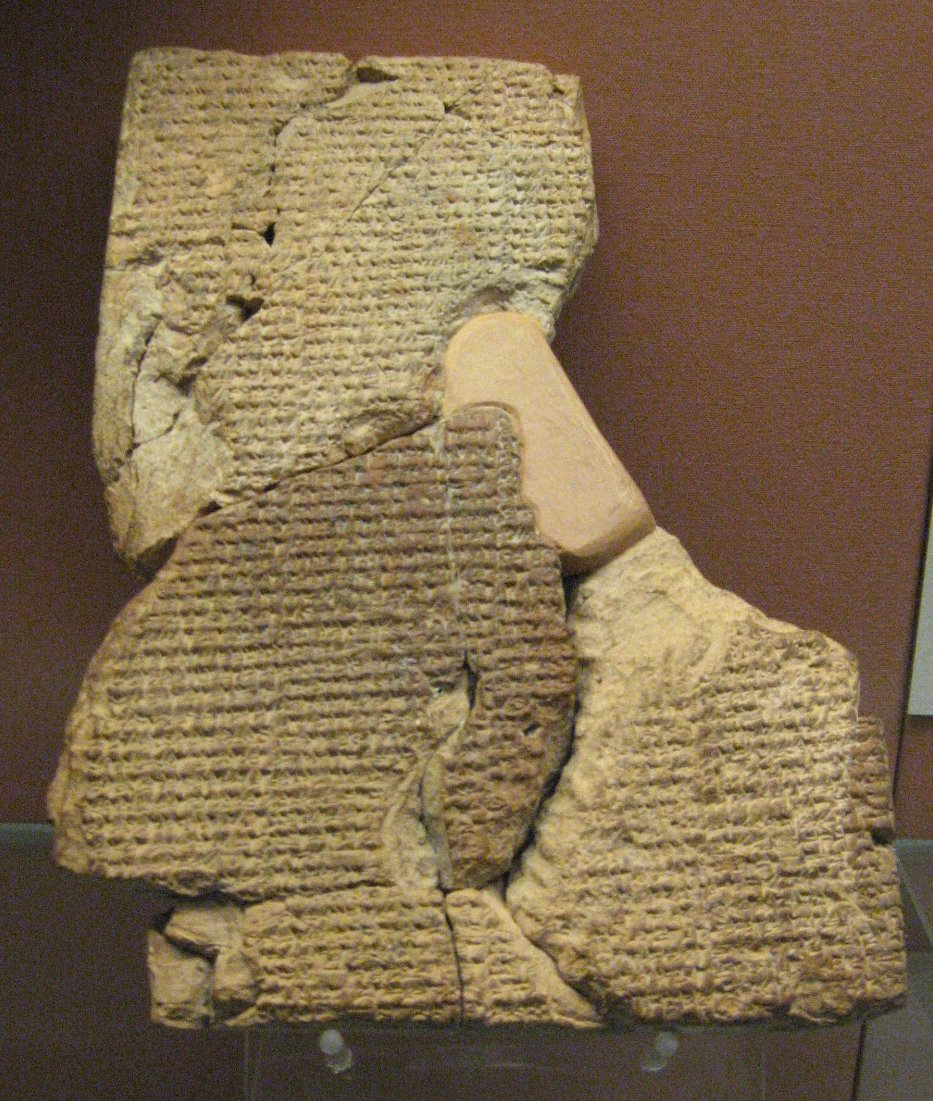
大英博物館收藏的刻有阿特拉哈西斯史詩的楔形文字石碑

烏特納匹什提姆是傳說中伊拉克南部舒魯帕克古城的國王，根據現存的幾段敘述，他造了一艘船，在大洪水中倖存了下來。
在不同的傳統中，他有不同的名字：在最早的蘇美爾版本中，他被稱為朱蘇德拉（意為「長壽者」，在貝羅索斯中被譯為西蘇特羅斯），後來又被稱為舒魯帕克（以他的城市命名），在最早的阿卡德文獻中被稱為阿特拉哈西斯（意為「極其智慧者」），在後來的阿卡德文獻（如《吉爾伽美甚史詩》）中被稱為烏特納匹什提姆（意為「他找到了生命」）。
。他的父親是國王烏巴拉圖。
烏特納匹什提姆是美索不達米亞傳說中第八位前德魯伊國王，正如諾亞是《創世紀》中以諾的第八位國王一樣。他可能生活在公元前2900年左右，與捷姆迭特·那色和早期王朝時期之間舒魯帕克的洪水沉積相吻合。
在美索不達米亞神話中，他是洪水英雄，受水神恩基之託製造一艘名為「生命守護者」的巨船，為一場毀滅所有生命的大洪水做準備。這個角色出現在《吉爾伽美什標準巴比倫史詩》第十一碑中，是吉爾伽美什尋求永生的頂點。烏特納匹什提姆的故事與《聖經》中有關諾亞的故事情節相似，因此引起了學者們的比較。

## 故事
烏特納匹什提姆受水神恩基之命放棄世俗財產，創造了一艘巨船，被稱為「生命守護者」。在《埃拉》和《伊蘇姆》中，馬爾杜克被認為是洪水和七位智者的始作俑者。
「生命守護者」是用實木製成的，這樣沙瑪什（太陽）的光線就照不進來，而且長寬尺寸相等。方舟的設計圖據說是恩基在地上畫的，方舟的框架在五天內製成，長、寬、高均為200英尺，佔地面積為一英畝。方舟內部有七層，每層分為九個部分，第七天方舟全部完成。所有人上船後，方舟的入口就被封住了。
他的任務還包括帶上妻子、家人和親戚，以及村裡的工匠、小動物和穀物。即將來臨的洪水將消滅所有不在船上的動物和人。在水面上漂流了12天之後，烏特納匹什提姆打開船艙口環顧四周，看到了尼西爾山的山坡，他在那裡休息了七天。第七天，他派出一隻鴿子去看水是否退去，鴿子除了水什麼也沒發現，於是它又飛了回來。然後，他又派出一隻燕子，燕子還是跟以前一樣，什麼也沒找到就飛回來了。最後，烏特納匹什提姆派出了一隻烏鴉，烏鴉看到水已經退去，就在周圍轉了一圈，但沒有回來。烏特納匹什提姆於是放走了所有的動物，並向諸神獻祭。 
諸神降臨了，由於烏特納匹什提姆保存了人類的種子，同時對諸神保持忠誠和信任，烏特納匹什提姆和他的妻子獲得了永生，並在天神中佔有一席之地。恩基（埃阿）還聲稱，他並沒有告訴「阿特拉哈西斯」（顯然是指烏特納匹什提姆）洪水的事，而只是讓他做了一個夢。

## 史詩中的角色
在史詩中，英雄吉爾伽美什因朋友恩奇杜之死而心灰意冷，踏上了一系列的旅程，去尋找他的祖先烏特納匹什提姆（西蘇特羅斯），後者住在河流的入海口，並獲得了永生。
烏特納匹什提姆勸吉爾伽美什放棄尋求永生，但他給了吉爾伽美什一個考驗，如果他想獲得永生，就必須戰勝睡眠。吉爾伽美什抵禦睡眠的試驗失敗後，烏特納匹什提姆告訴他有一種植物可以讓他返老還童。吉爾伽美什從迪爾蒙（通常被認為是今天的科威特）的海底獲得了這種植物，但被一條大蛇偷走了，吉爾伽美什放棄了長生不老或重返青春的希望，回到了烏魯克的家中。